# 島村 (岐阜県郡上郡)
島村（しまむら）はかつて岐阜県郡上郡に存在した村である。
現在の郡上市大和町島、八幡町島である。
八幡町島は、1962年に、当時の大和村と八幡町とで境界変更が行われ、旧・島村の一部が八幡町に編入されたことによる。

## 歴史
- 1875年（明治8年） - 島馬場村と場皿村が合併し発足。
- 1889年（明治22年）7月1日 - 町村制で島村発足。
- 1897年（明治30年）4月1日 - 名皿部村、有坂村、落部村と合併し西川村が発足。同日島村廃止。

## 神社・仏閣など
- 木越城跡
- 若宮八幡神社
- 七代天神社
- 信楽寺